# Porpomastix fasciolata
Porpomastix fasciolata är en tvåvingeart som beskrevs av Günther Enderlein 1942. Porpomastix fasciolata ingår i släktet Porpomastix och familjen Pyrgotidae. Inga underarter finns listade i Catalogue of Life.